# Johann Christian Gottlob Baumgarten
Johann Christian Gottlob Baumgarten ( 1765 , Luckau, Niederlausitz - 1843 , Schäßburg , Transilvania (hoy Schäßburg , Hungría ) fue un médico, micólogo y botánico alemán.
Inició sus estudios en Dresde, y en 1790 publicó durante su estancia en Leipzig un tratado sobre la flora local, denominado «Flora Lipsiensis». Ese mismo año obtuvo su PhD, así como el doctorado médico en 1791. En 1793, se instala en Siebenbürgen, Transilvania, donde pasará el resto de su vida. Durante esta época, compaginó sus labores como profesor y médico con las de botánico, en la localidad de Schäßburg (en la actualidad, Sighişoara, en Rumanía). En 1816 publicó el primer tomo de su trabajo de cuatro volúmenes sobre la flora transilvana, denominado «Enumeratio Stirpium in Magno Transylvaniae Principatu praeprimis indigenarum»

## Honores

### Eponimia
Especies(más de 20)
- campánula Campanula baumgartenii Becker[1]

- La abreviatura «Baumg.» se emplea para indicar a Johann Christian Gottlob Baumgarten como autoridad en la descripción y clasificación científica de los vegetales.[2]